# The Flowers of Romance
The Flowers of Romance var ett tidigt punkband i London, bildat sommaren 1976 när ett namnlöst band började repetera tillsammans med Jo Faull och Sarah Hall som vid den tiden var flickvänner till Paul Cook och Steve Jones i punkbandet Sex Pistols. Bandet släppte aldrig några skivor, men flera av bandets medlemmar blev senare kända som medlemmar i andra band, så som Viv Albertine (The Slits) och Palmolive (The Slits), Sid Vicious (Sex Pistols) och Keith Levene (Public Image Ltd).
Viv Albertine och Palmolive anslöt ganska snart efter bandets bildande och efter ett tag började bandet söka efter en sångare. Sid Vicious, som sjungit på några klubbar, föreslog sig själv och kom att bli ledare för bandet. Jo Faull lämnande bandet och därefter fick först Sarah Hall och sedan Palmolive lämna bandet. Efter att Keith Levine (som tidigare hade spelat i The Clash) blev medlem i bandet fick Viv Albertine lämna bandet. I februari 1977, slutade Sid Vicious i bandet och blev basist i Sex Pistols, och bandet upplöstes.
The Flowers of Romance hade under sin korta aktiva tid förutom de redan nämnda medlemmarna även många kortvariga eller tillfälliga medlemmar (personer som några gånger eller någon gång repeterade med bandet) av vilka flera senare blev kända musiker. Johnny Rotten uttalade om bandet i mars 1981: "The Flowers of Romance are about ponces, people who pretend to be friends but all they really want is to leech on a good thing and spend your money. The original Flowers of Romance had about 40 fucking members, Keith was one of them and I gave them that name."

## Medlemmar
- Jo Faull – gitarr
- Sarah Hall – basgitarr
- Viv Albertine – gitarr
- Palmolive – trummor
- Sid Vicious – sång, saxofon
- Keith Levene – gitarr
- Steve Walsh - gitarr
- Marco Pirroni – gitarr